# Festival international du film de Saint-Jean-de-Luz
El Festival internacional du film de Saint-Jean-de-Luz es un festival de cine anual que se celebra en San Juan de Luz (Pirineos Atlánticos) en octubre, desde 1996. Presenta cineastas del mundo entero que no tengan uno o dos largometrajes a su currículo.
En 2006, el festival fue presidido por Sandrine Bonnaire, Gabriel Aghion en 2007, Ariel Zeitoun en 2008, Claude Brasseur en 2010, Catherine Jacob en 2011, Audrey Fleurot en 2012, André Dussollier en 2013, Xavier Beauvois en 2014, Josiane Balasko en 2015 y Cédric Klapisch en 2016.
| Año  | Película                           | Realizador       | País        |
| ---- | ---------------------------------- | ---------------- | ----------- |
| 1998 | Un 32 de agosto sobre tierra       | Denis Villeneuve | Quebec      |
| 2006 | La Audición                        | Luc Picard       | Quebec      |
| 2007 | Dos vidas más una                  | Idit Cebula      | Francia     |
| 2008 | Cumbia callera                     | René Villareal   | México      |
| 2009 | In the Loop                        | Armando Iannucci | Reino Unido |
| 2010 | Shahada                            | Burhan Qurbani   | Alemania    |
| 2011 | Una botella a la mar               | Thierry Binisti  | Francia     |
| 2012 | Syngué sabour. Pierre de paciencia | Atiq Rahimi      | Francia     |
| 2013 | El Gigante egoísta                 | Clio Barnard     | Reino Unido |
| 2014 | Bebé Tigre                         | Cyprien Vial     | Francia     |
| 2015 | Apenas abro los ojos               | Leyla Bouzid     |             |
| 2016 | Olli Maki                          | Juho Kuosmanen   |             |

| Año  | Realizador            | Película                                                  | País                   |
| ---- | --------------------- | --------------------------------------------------------- | ---------------------- |
| 1996 | Jean-Pierre Améris    | Las Confesiones del inocente                              | Francia                |
| 1997 | David Trueba          | La Buena vita                                             | España                 |
| 1998 | Denis Villeneuve      | Un 32 de agosto sobre tierra                              | Quebec                 |
| 1999 | Anne-Marie Étienne    | Temprano o tarde                                          | Francia                |
| 2000 | Patrick Chesnais      | Encantando chico                                          | Francia                |
| 2001 | Andrucha Waddington   | La Vida poco ordinaria de Dona Linhares                   | Brasil                 |
| 2002 | Inés París            | Mi madre prefiere las mujeres (sobre todo las jóvenes...) | España                 |
| 2003 | Émilie Deleuze        | Mister V                                                  | Francia                |
| 2004 | Atiq Rahimi           | Tierra y cendres                                          | Afganistán             |
| 2005 | Inés París            | Semen, una historia de amor                               | España                 |
| 2006 | Maïwenn y Roschdy Zem | Perdonadme y Mala Fe                                      | Francia                |
| 2007 | Manuel Lombardero     | Tuya siempre                                              | España                 |
| 2008 | Arash T. Riahi        | Para un instante, la libertad                             | Francia                |
| 2009 | Armando Iannucci      | In the Loop                                               | Reino Unido            |
| 2010 | Sam Taylor-Wood       | Nowhere Boy                                               | Reino Unido            |
| 2011 | Michael R. Roskam     | Bullhead                                                  | Bélgica                |
| 2012 | Meni Yaesh            | Los vecinos de Dios                                       | Israel                 |
| 2013 | Ritesh Batra          | The Lunchbox                                              | India Francia Alemania |
| 2014 | Yann Demange          | 71                                                        | Reino Unido            |
| 2015 | Thomas Bidegain       | Los Cowboys                                               |                        |
| 2015 | Grímur Hákonarson     | Béliers                                                   | Islandia               |

### Premio de la puesta en escena
| Año  | Realizador     | Película       | País  |
| ---- | -------------- | -------------- | ----- |
| 2016 | Alex Anwandter | Más nunca solo | Chile |

### Chistera de la mejor interpretación masculina
| Año  | Actor                | Película                   | Realizador        | País                   |
| ---- | -------------------- | -------------------------- | ----------------- | ---------------------- |
| 2006 | Luc Picard           | La Audición                | Luc Picard        | Quebec                 |
| 2007 | Philippe Nahon       | Estáis de la policía ?     | Romuald Beugnon   | Francia                |
| 2008 | Peter Hofman         | Kalandorok                 | Bela Paczolay     | Hungría                |
| 2009 | Josean Bengoetxea    | Ander                      | Roberto Castón    | España                 |
| 2010 | Roschdy Zem          | A extremo que lleva        | Fred Cavayé       | Francia                |
| 2011 | Matthias Schoenaerts | Bullhead                   | Michael R. Roskam | Bélgica                |
| 2012 | William Hurt         | Su ausencia me enfurece    | Sandrine Bonnaire |                        |
| 2013 | Irfan Khan           | The Lunchbox               | Ritesh Batra      | India Francia Alemania |
| 2014 | Grégory Gadebois     | El Último Golpe de marteau | Alix Delaporte    | Francia                |
| 2015 | Tahar Rahim          | Los Anarquistas            | Elie Wajeman      | Francia                |
| 2016 | Kevin Azaïs          | Cuenta tus heridas         | Morgan Simon      | Francia                |

### Chistera de la mejor interpretación femenina
| Año  | Actora                          | Película                 | Realizador        | País            |
| ---- | ------------------------------- | ------------------------ | ----------------- | --------------- |
| 2006 | Marie-Francia Pisier            | Perdonadme               | Maïwenn           | Francia         |
| 2007 | Mélanie Doutey                  | Esta tarde, duermo en ti | Olivier Baroux    | Francia         |
| 2008 | Lizzie Brocheré y Olympe Borval | El Canto de las casadas  | Karin Albou       | Francia         |
| 2009 | Pauline Étienne                 | La Guapa Edad            | Laurent Perreau   | Francia         |
| 2010 | Anne-Marie Duff                 | Nowhere Boy              | Sam Taylor-Wood   | Reino Unido     |
| 2011 | Sandra Hüller                   | Amur y nada otro         | Jan Schomburg     | Alemania        |
| 2012 | Lana Mägi                       | Una Estonienne a París   | Ilmar Raag        | Francia         |
| 2013 | Juliane Kohler                  | De una vida a la otra    | Georg Mass        | Alemania        |
| 2014 | Jisca Kalvanda                  | Max & Lenny              | Fred Nicolas      | Francia         |
| 2015 | Baya Medhaffar                  | Apenas abro los ojos     | Leyla Bouzid      | Francia Túnez   |
| 2016 | Tassadit Mandi                  | París la Blanca          | Lidia Teber Terki | Francia Argelia |

### Chistera del público
| Año  | Película                     | Realizador        | País           |
| ---- | ---------------------------- | ----------------- | -------------- |
| 2006 | Mala Fe                      | Roschdy Zem       | Francia        |
| 2007 | Esta tarde, duermo en tú     | Olivier Baroux    | Francia        |
| 2009 | Adam                         | Max Mayer         | Estados Unidos |
| 2010 | Nowhere Boy                  | Sam Taylor-Wood   | Reino Unido    |
| 2011 | Los Adoptados                | Mélanie Laurent   | Francia        |
| 2012 | Dead Man Talking             | Patrick Ridremont | Bélgica        |
| 2013 | De una vida a la otra        | Georg Mass        | Alemania       |
| 2015 | Apenas abro los ojos         | Leyla Bouzid      | Francia Túnez  |
| 2016 | Soplar más fuerte que la mar | Marino Lugar      | Francia        |

### Chistera del jurado de los jóvenes
| Año  | Película                              | Realizador          | País            |
| ---- | ------------------------------------- | ------------------- | --------------- |
| 2006 | Perdonadme                            | Maïwenn             | Francia         |
| 2007 | Esta tarde, duermo en tú              | Olivier Baroux      | Francia         |
| 2010 | Último escalona, izquierdo, izquierdo | Angelo Cianci       | Francia         |
| 2011 | Los Adoptados                         | Mélanie Laurent     | Francia         |
| 2012 | Los Vecinos de Dios                   | Meni Yaesh          | Israel          |
| 2013 | La Pieza ausente                      | Nicolas Birkenstock | Francia         |
| 2014 | El Oranais                            | Lyes Salem          | Francia Argelia |
| 2015 | Un otoño sin Berlín                   | Larra Izaggire      |                 |
| 2016 | Cuenta tus Heridas                    | Morgan Simon        | Francia         |

### Chistera del jurado - Cortometrajes
| Año  | Cortometraje                        | Realizador                             | País    |
| ---- | ----------------------------------- | -------------------------------------- | ------- |
| 2010 | El gran momento de soledad          | Wilfried Meance                        | Francia |
| 2011 | El Accordeur                        | Olivier Treiner                        | Francia |
| 2012 | Este no es una película de cow-boys | Benjamin Engalanen                     | Francia |
| 2013 | Transporta escuela                  | Benjamin Guillard                      | Francia |
| 2014 | Princesa                            | Marie-Sophie Chambon                   | Francia |
| 2015 | Joséphine Arthus                    | Zoé Gabillet                           |         |
| 2015 | Gagarin                             | Fanny Liatard y Jérémy Trouilh         |         |
| 2016 | La torcida                          | Thomas Blumenthal y Romain Doupouridis |         |

### Cortometrajes
| Año  | Cortometraje                         | Realizador                            | País    |
| ---- | ------------------------------------ | ------------------------------------- | ------- |
| 2010 | El gran momento de soledad           | Wilfried Meance                       | Francia |
| 2011 | Ámame                                | David Courtil                         | Francia |
| 2012 | Renacida                             | Jezabel Marcas-Nakache                | Francia |
| 2013 | Esto será todo para hoy              | Elodie Navarra                        | Francia |
| 2014 | La nueva música                      | François Goetghebeur y Nicolas Lebrun | Francia |
| 2015 | Al suelo                             | Alexis Michalik                       |         |
| 2016 | El azul, blanco rojo de mis cabellos | Josza Anjembe                         |         |

## El cartel del Festival
Cada año el Festival selecciona un joven actor para descubrir su musa.
| 2014 | Juliette Besson | Francia |
| 2015 | Alice David     | Francia |
| 2016 | Amir el Kacem   | Francia |
| 2017 | Lou Gala        | Francia |